# Gałków Mały
Gałków Mały [ˈɡau̯kuf ˈmawɨ] (1943–1945 Junggalkau) es un pueblo ubicado en el distrito administrativo de Gmina Koluszki, dentro del Distrito de Łódź Oriental, Voivodato de Łódź, en Polonia central. Se encuentra aproximadamente a 5 kilómetros al oeste de Koluszki y a 20 kilómetros al este de la capital regional Lodz.
El pueblo tiene una población de 1900 habitantes.